# Не-персе

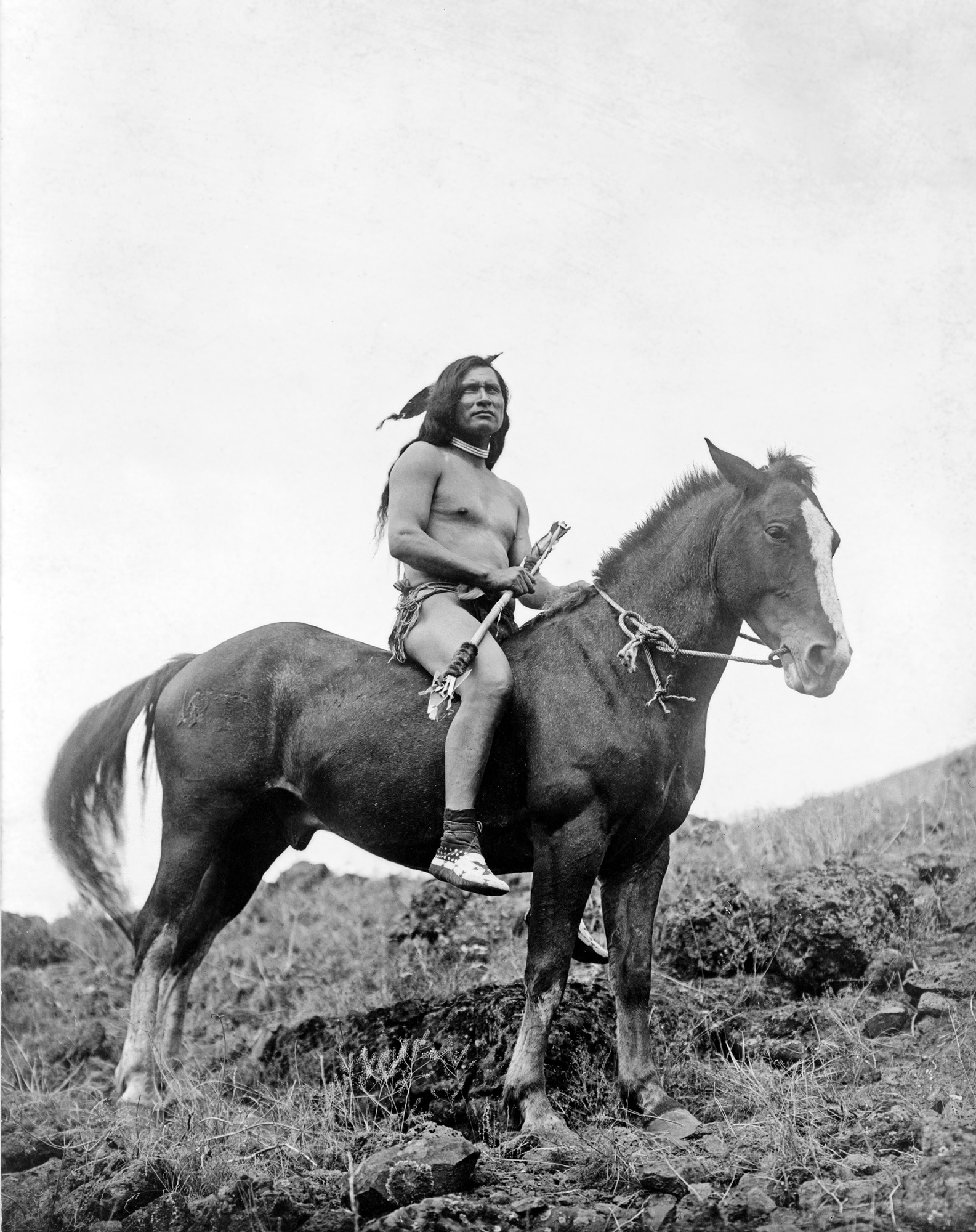
Воин из племени не-персе на коне, 1910.

Не́-персе́ (также нез-персэ, нез-персе, не-перс и т. п., англ. Nez Perce, произносится ˌnɛzˈpɜrs) — индейский народ в США. В настоящее время проживают в одноимённой резервации в штате Айдахо. Самоназвание — Nimiipuu, произносится nimiːpuː, буквально «люди», или «мы, люди». Название «nez percé» (от французского «проколотый нос») было дано французскими исследователями и охотниками, не разделяя, племена не-персе и близко живущих к ним чинуков. Но из них только чинуки использовали носовые украшения.

## История
В 1805 году Льюис и Кларк, продвигаясь к побережью Тихого океана, были первыми американцами, которые увидели не-персе. Они назвали их чопунишами. По оценкам экспедиции Льюиса и Кларка не-персе проживали на данной территории в течение не менее 10 000 лет и занимали территорию около 69 000 км². Эти земли охватывали современные американские штаты Айдахо, Орегон, Вашингтон и Монтана.

### Война не-персе
В 1877 году американское правительство потребовало у племени переселиться в резервацию, однако Вождь Джозеф предпочёл увести племя в Монтану, а затем в Канаду. Небольшая индейская община, имевшая всего 350 воинов, за три месяца смогла преодолеть путь в 2740 километров из Орегона в Монтану через Айдахо и Вайоминг. При этом не-персе выдержали 13 стычек с хорошо вооружёнными подразделениями армии США общей численностью 2000 человек и были остановлены лишь в 50 километрах от границы с Канадой.

## Современное состояние
В настоящее время численность племени составляет около 2 700 человек, проживают в основном на территории штата Айдахо в резервации Нез-Перс. Говорят на английском языке и языке не-персе сахаптийской группы плато-пенутийской семьи.

## Известные представители
- Финней, Арчибальд — антрополог, в 1930-е гг. учившийся в аспирантуре в СССР.

## В популярной культуре
Действие фильма «Вождь Белое Перо» связано с насильственным переселением племени не-персе.
Название племени упоминается в третьем сезоне сериала «Твин Пикс».